# منتخب كوستاريكا لكرة اليد للسيدات
منتخب كوستاريكا لكرة اليد للسيدات هو الممثل الرسمي لكوستاريكا في رياضة كرة اليد. شارك في بطولة بان أميركان لكرة اليد للسيدات مرة واحدة، وكانت تلك المشاركة في سنة 1997، حقق فيها المركز الخامس.